# Пекуэйван (тауншип, Миннесота)
Пекуэйван (англ. Pequaywan) — тауншип в округе Сент-Луис, Миннесота, США. На 2000 год его население составило 133 человека.

## География
По данным Бюро переписи населения США площадь тауншипа составляет 93,6 км², из которых 87,9 км² занимает суша, а 5,7 км² — вода (6,06 %).

## Демография
По данным переписи населения 2000 года здесь находились 133 человека, 62 домохозяйства и 38 семей. Плотность населения —  1,5 чел./км². На территории тауншипа расположено 202 постройки со средней плотностью 2,3 построек на один квадратный километр. Расовый состав населения: 100,00 % белых. Испанцы или латиноамериканцы любой расы составляли 0,75 % от популяции тауншипа.
Из 62 домохозяйств в 22,6 % воспитывались дети до 18 лет, в 53,2 % проживали супружеские пары, в 3,2 % проживали незамужние женщины и в 38,7 % домохозяйств проживали несемейные люди. 35,5 % домохозяйств состояли из одного человека, при том 12,9 % из — одиноких пожилых людей старше 65 лет. Средний размер домохозяйства — 2,15, а семьи — 2,74 человека.
19,5 % населения — младше 18 лет, 4,5 % — в возрасте от 18 до 24 лет, 24,1 % — от 25 до 44, 36,8 % — от 45 до 64, и 15,0 % — старше 65 лет. Средний возраст — 46 лет. На каждые 100 женщин приходилось 125,4 мужчин. На каждые 100 женщин старше 18 приходилось 118,4 мужчин.
Средний годовой доход домохозяйства составлял 36 250 долларов, а средний годовой доход семьи —  53 750 долларов. Средний доход мужчин —  44 375  долларов, в то время как у женщин — 26 667. Доход на душу населения составил 20 869 долларов. За чертой бедности находились 5,6 % семей и 14,2 % всего населения тауншипа, из которых 31,3 % младше 18 лет.